# غرابيب سود (مسلسل)
غرابيب سود مسلسل عربي مشترك من 7 دول عربية شارك فيه أكثر من 50 ممثل وممثلة  تم إعداده وإنتاجه للعرض الرمضاني (1438 هـ / 2017 م)  بتكلفة تقدر بـ10 ملايين دولار أمريكي ، ويروى المسلسل أحداث وقصص دراما مقتبسة عن أحداث واقعية، جرت داخل معسكرات تنظيم داعش في سوريا والعراق ، حيث يوضح المسلسل كيفية انضمام النساء إلى تنظيم داعش، وذلك من أجل المشاركة في العمليات الجهادية، ويوضح أيضا طريقة الوصول إلى معسكرات التنظيم وبداية الحياة في المعسكرات ، وللمرأة دور كبير في هذا العمل ، كذالك يغوص المسلسل في طريقة تجنيد أنصاره، وإقناعهم بأفكاره، عبر عمليات غسيل الدماغ يتولاها عناصر معينة منه. ويسلط المسلسل الضوء أيضاَ خلال حلقاته على موضوعات خاصة بجوانب سياسية واجتماعية من حياة أعضاء تنظيم داعش مثل، جهاد النكاح، والرق، والهجمات الانتحارية، واغتصاب الأطفال، وتجارة الأعضاء البشرية، وإعدام أسرى الحرب ، وغرس الأفكار والمعتقدات في الأطفال الصغار والنساء ويستند المسلسل إلى روايات أشخاص عاشوا في وقت سابق تحت حكم تنظيم داعش أو تم تجنيدهم في صفوفه. ويكشف تفاصيل الحياة اليومية في منطقة الرقة شمال سوريا في قصة تدور أحداثها خلال ستة أيام فقط.
يشارك في المسلسل مجموعة من الممثلين من كافة الدول العربية، من بينهم سوريا، ولبنان ومصر والسعودية والكويت والعراق وتونس والمغرب، والعمل من بطولة، سيد رجب ، رامز أمير، محمد الأحمد، راشد الشمراني، مروة محمد، أسيل عمران، عزيز خيون، مرام البلوشي، منى شداد، جو طراد، ليزا دبس، ديمة الجندي، روزينا لاذقاني، رينا بشور ، والمسلسل إنتاج مشترك بين شركة O3 Productions وصباح بيكتشرز  ومن كتابة لين فارس وعبد الله بن بجاد العتيبي الذي أشرف على مضمون القصة، ومن إخراج ثلاث مخرجين، حسام الرنتيسى، حسين شوكت، وعادل أديب 
كما وتم إنتاج فيلم وثائقي تابع للمسلسل بعنوان ألوان الدم الخمسة والذي يروى قصة خمس أشخاص التحقوا بالتنظيم ويستعرض تجربة كل فرد منهم وقصة التحاقه بالتنظيم.

## أصل التسمية
اسم المسلسل مقتبس من الآية القرآنية في سورة فاطر ﴿أَلَمْ تَرَ أَنَّ اللَّهَ أَنْزَلَ مِنَ السَّمَاءِ مَاءً فَأَخْرَجْنَا بِهِ ثَمَرَاتٍ مُخْتَلِفًا أَلْوَانُهَا وَمِنَ الْجِبَالِ جُدَدٌ بِيضٌ وَحُمْرٌ مُخْتَلِفٌ أَلْوَانُهَا وَغَرَابِيبُ سُودٌ ۝٢٧﴾ [فاطر:27]  ويقصد بلفظ غرابيب سود عدة أقوال منها ألوان الصخور والتراكيب الجيولوجية البازلتية السوداء، وقول أنها الجبال المتناهية في السواد، وقول أنها الصخور شديدة السواد، ويقال كثيرا أَسودُ غِرْبِيبٌ، وقليلا غربيب أسود، وقول أنّ الغِرْبِيبُ نوعٌ جيِّدٌ من العنب، وقول أنها شجرة الزيتون في تفسير آخر.
| ” | قال عكرمة وأبو مالك وعطاء والخراساني وقتادة الغرابيب: الجبال الطوال السود | “ |

| ” | قال ابن جرير الطبري العرب إذا وصفوا الأسود بكثرة السواد، قالوا أسود غربيب | “ |

ومجيء غرابيب سود في آخر الآية جعل السابق نسقا واحدا متعلقا بقوله تعالى: (أَلَمْ تَرَ أَنَّ اللهَ أَنْزَلَ مِنَ السَّمَاءِ مَاءً فَأَخْرَجْنَا بِهِ)، (من) في قوله تعالى (وَمِنَ الْجِبَالِ جُدَدٌ) (فمن) بيانيه أو لابتداء الغاية، أو تبعيضيه بمعنى من سفوح بعض الجبال مع اعتبار الغاية، وهي سلسلة جبال السروات أو جبال الحجاز للعهد والعلم بها والعموم لكل الجبال، أم (الغَرَابِيْب) جمع غربيب، وهو يدل على أشد من معنى أسود، كذالك ذهب بعض المفسرين على أنها اسم للشيء الأسود الحالك سواده وهو الغراب لشهرة الغراب بالسواد، وتفسر أيضاَ بما غرب واختفى عن الناظر لمدة طويلة، ففيها معنى الغروب وهي على وزن فـِعليل، اسم فاعل مبالغة صفة مشبهة من (غَرَبَ - يَغْرُبُ) فهو قديم مختفي ومهترئ، كذلك جائت بعض التفاسير أن الغرابيب السود، هي شجرة الزيتون، مكانها غربي، وليست كتلك التي ضرب بها المثل في سورة النور، وغالبا هي الشجرة التي يعرفها سكان شبه الجزيرة العربية باسم (العتم) أو (الزيتون البري)، واسمها العلمي (Olea europaea) أم (سود): جمع أسود وهو الذي لونه السواد.

## القصة والأحداث
يناقش المسلسل ومن خلال 20 حلقة قصص وأحداث وروايات حقيقية تدور في سياق مستوحى من حياة تنظيم داعش والتي روتها شخصيات حقيقية عايشت حيثيات الواقع، ويتطرق المسلسل أيضاً إلى الوسائل التي يستخدمها التنظيم للتواصل مع الشباب والفتيات في المجتمعات العربية والغربية والأساليب التي ينتهجها في الولوج إلى عقولهم عبر نقاط ضعفهم النفسية والاجتماعية والسلوكية بحجة الدفاع عن الدين الإسلامي  

راية تنظيم الدولة الإسلامية (داعش)

 كما ويقدم نظرة شاملة عن العديد من الجرائم التي ارتكبها التنظيم في حق الإنسان من خطف وقتل، ويسلط الضوء على الجرائم الشهيرة التي ارتكبها، مثل إعدام 21 قبطيا في ليبيا وأسر الطيار الأردني معاذ الكساسبة، وأيضاَ تفجير المساجد والعديد من العمليات الأخرى، كذلك يناقش كيف يتعامل التنظيم مع أفراده أنفسهم والمنتسبين الجدد، وخصوصاً الأطفال والنساء مسلطاً الضوء على بنيته التنظيمة وتسلسل الهرم القيادي فيه، كما يتطرق المسلسل لتهجير العراقيين من مدينة الموصل إلى مدينة الرقة السورية.
كذلك يستعرض المسلسل التواجد النسائي داخل التنظيم من القيادات النسائية بشكل خاص والمتمركزة في السياق الدرامي في كتيبتي أم الريحان والخنساء حيث تكمن وراء كل واحدة منهن قصة مختلفة لكيفية تجنيدها والتحاقها بالتنظيم، وكيف يتم استغلال النساء المنتسبات للتنظيم لزجهم في جهاد النكاح، وكذلك يستعرض حكايات الحب والزواج والطلاق والحمل وغيرها من القضايا الإنسانية والاجتماعية ذات الأبعاد الدرامية كما تنشأ علاقات إنسانية بين الفتيات المنتسبات للتنظيم إلى جانب قصص حب بين نساء ورجال ممن التحقن بالتنظيم، كذلك يستعرض المسلسل كيفية إدارة أمير التنظيم  الذي يتكئ بدوره على مسؤول الإفتاء الذي يفصل ويفسر الأحاديث والآيات فيظهر ما يريد منها ويغيب ما لا يريد، محرضاً وموجهاً إلى إبادة الآخر، ونبذ التعايش وضرب النسيج الاجتماعي، كذلك يحاكي المسلسل مؤسسة ديوان المال والمسؤول عنه الذي يحافظ على تحقيق موازنة مالية تضمن ولاء الجانب العسكري من ناحية، ودعم كل إمكانات الدولة التسليحية وعمليات الجهاد الالكتروني وغيرها.
كذلك يستعرض المسلسل في بعض جوانبه إلى كيفية تجنيد وتدريب الأطفال في وحدات منفصلة وعزلهم عاطفياً عن أمهاتهم والتلاعب بأفكارهم وكذالك يستعرض المشرف على الأطفال وكيف يعدهم عسكرياً للقتال تحت اسم الجهاد ومسؤول آخر عن تجهيزهم للهجمات الانتحارية وتربيتهم على الولاء للقائد فحسب في سبيل صناعة مجموعات تدين بالولاء المطلق لأمير الجماعة. وفي نهاية الأحداث الدرامية تسقط الأقنعة وتنقسم الصفوف في الخفاء فبعضهم يعرف حقيقة التنظيم، فيما يزداد بعضهم الآخر تمسكاً بالوضع الراهن لاعتبارات مختلفة، فتبدأ في هذه المرحلة انقلابات داخلية ليصبح الحاكم محكوماً والعكس في النهاية تصل الحبكة الدرامية قبل أن تسير باتجاه خواتمها فتنتهي قصص البعض بالقتل وآخرين يلقون حتفهم في تفجيرات انتحارية فتختلف مصائر معظم الشخصيات في العمل.

## الفيلم الوثائقي (ألوان الدم الخمسة)
ألوان الدم الخمسة  وهو الفيلم الوثائقي الذي يأتي كخاتمة وثائقية درامية للمسلسل من خلال قصة ثلاث نساء وشابّيْن انتمَوا لتنظيم داعش  وجائوا من وبلاد مختلفة ، وهم من المغرب (فتيحة المجاطي) ومن دمشق (إيمان البغا) ابنة العالم السوري مصطفى ديب البغا ومن القاهرة (إسلام يكن) ومن الرياض (خلود-أم محمد) ومن أبها (مسفر القحطاني) ، ويستعرض الفيلم مصير كل أحد منهم، ويستخدم الفيلم الوثائقي طريقة الدَكيودراما التمثيلية، مُستعرضاً تجربة كل فرد وقصة التحاقه بالتنظيم، وذلك من خلال عرض قصصهم التي تفرقت في الزمان والمكان والتقت في الهدف والمصير وإن اختلفت النهايات، ويجمع الفيلم الوثائقي بين المواقع والصور الحقيقية ومَشاهد تعبيرية وتمثيلية وغرافيك ، إلى بعض الفيديوهات والصور ذات الصلة على مواقع التواصل الاجتماعي ، ويتم الاستعانة بممثلين لسرد كل قصة، وتلافي غياب الشخصيات الحقيقية، وفي سياق الطابع التوثيقي، تصور المدن والمناطق والبيئات التي خرج منها كل فرد من الأفراد الخمسة

غلاف الفيلم الرسمي

ليتعرّف المُشاهد على طُرق التنظيم في غسيل الدماغ ، إلى جانب التعرّف على حركة التنظيم العنكبوتية وبعض أساليبه وتقنياته ووسائله. وشارك في الفيلم الوثائقي مجموعة من المختصين والإعلامين الذين يناقشون ويحللون القصص الخمسة من منظور تحليلي للمعلومات التي وردت عنهم والأحداث التي خاضوها ومنهم:
- هدى الصالح (كاتبة وباحثة في الحركات الإسلامية السياسية)
- عبد الله بن بجاد العتيبي (كاتب وباحث في التيارات الإسلامية)
- رياض عاشور (صحفي متخصص في الشأن المغاربي)
- خالد عكاشة (خبير أمني)

## الإنتاج والتصوير
إنتاج المسلسل هو اتحاد ثلاث شركات وهم مركز تلفزيون الشرق الأوسط (MBC) وشركة O3 Productions وشركة صباح بيكتشرز  وتحت إدارة سعودية ومصرية وسورية، واستغرق تحضير العمل أكثر من سنة والتصوير أكثر من ستة شهور، وصور المسلسل في الجمهورية اللبنانية، وتقدر ميزانية العمل بـ10 ملايين دولار أمريكي، وتشارك فيه مجموعة من 50 ممثل عربي من 7 دول عربية.
،

## الدول المشاركة في المسلسل
- الجمهورية العربية السورية
- المملكة العربية السعودية
- جمهورية مصر العربية
- الجمهورية اللبنانية
- دولة الكويت
- الجمهورية التونسية
- المملكة المغربية
- الجمهورية العراقية

## إيقاف العمل
أعلنت إدارة مركز تلفزيون الشرق الأوسط (MBC) الخميس 15 جوان 2017 أن مسلسل غرابيب سود يتألف بالأصل من 20 حلقة فقط ، وسينتهي عرضه في 20 رمضان 1438 هـ بخلاف الأقوال التي قالت أن العمل تم إيقافه من إدارة القناة أو تحت ضغوطات وتهديدات من جهات خارجية، وأضاف أن المسلسل يتبعه فيلم وثائقي بعنوان ألوان الدم الخمسة والذي يروى قصة خمس أشخاص إنتسبو للتنطيم بوقائع مختلفة.
فيما أكدت بعض المصادر الإعلامية أن حلقة الطيار الأردني معاذ الكساسبة  كانت وراء هذا الإيقاف وكان أهل الطيار اعتبروا أن هذه الحلقة تسيء لإبنهم، وأعلن شقيقه جواد أنهم وراء هذا الإيقاف، وصرح قائلاَ (الحمد الله رب العالمين على أن قدرنا الله على إيقاف بث مسلسل غرابيب سود على 20 حلقة بدل من 30 حلقة إلى نهاية شهر رمضان المبارك) ، كما وصرح الممثل السوري سامر المصري  أن مسلسل غرابيب سود مكون من 38 حلقة  وتم الاتفاق على إيقاف عرضه عند الحلقة 20 فقط.

## طاقم العمل والممثلين

### طاقم العمل
| تأليف وسيناريو وحوار | الإخراج                                 | مخرج منفذ                                               | مدير التصوير                         | شركة الإنتاج                                      | تصميم وتنفيذ الملابس          | التأليف والتوزيع الموسيقي |
| -------------------- | --------------------------------------- | ------------------------------------------------------- | ------------------------------------ | ------------------------------------------------- | ----------------------------- | ------------------------- |
| - لين فارس           | - حسام الرنتيسي - عادل أديب - حسين شوكت | - كنان إسكندراني - سعاد الهجان - سعيد رياض (مخرج مساعد) | - محمد مختار - محمد فوزي - يوسف هزيم | - MBC - O3 productions - صباح بيكتشرز (منتج منفذ) | - سحاب الراهب - أحمد الدهيمان | - رضوان نصري              |

### الممثلين المشاركين والشخصيات
| اسم الممثل       | الدور واسم الشخصية في المسلسل        | البلد    |
| بطولة            |                                      |          |
| ---------------- | ------------------------------------ | -------- |
| راشد الشمراني    | أبو عمر (أستاذ في علم الشريعة)       | السعودية |
| سيد رجب          | أبو جرير (المفتي)                    | مصر      |
| دينا             | مديحة (أم خالد)                      | مصر      |
| محمود بوشهري     | ثنيان (طبيب جراح)                    | الكويت   |
| مرام البلوشي     | غدير                                 | الكويت   |
| محمد الأحمد      | أبو طلحة (الأمير)                    | سوريا    |
| ديمة الجندي      | الخنساء (قائدة كتيبة الخنساء)        | سوريا    |
| منى شداد         | سارة                                 | الكويت   |
| أسيل عمران       | أمل (أم قتيبة)                       | السعودية |
| عزيز خيون        | أبو الدرداء (مسؤول التنظيم)          | العراق   |
| شادي الصفدي      | أبو مصعب                             | سوريا    |
| ريمي سرميني      | ضرار (عامل المطبخ)                   | سوريا    |
| فاطمة ناصر       | مليكا                                | تونس     |
| سمر علام         | مي (صحفية)                           | مصر      |
| جو طراد          | أدهم (ضابط سابق)                     | لبنان    |
| عيسى ذياب        | عزيز (أبو المقداد)                   | الكويت   |
| مروة محمد        | أم حمد                               | السعودية |
| يعقوب الفرحان    | نواف                                 | السعودية |
| علي السعد        | أبو القعقاع                          | الكويت   |
| روزينا لاذقاني   | حفصة (مجاهدة إلكترونية)              | سوريا    |
| رامز أمير        | خالد (مجاهد إلكتروني)                | مصر      |
| أيمن مبروك       | الصديق (زوج أودري الفرنسية )         | تونس     |
| ليزا دبس         | أودري (بشخصية فتاة فرنسية) (أم سلمة) | لبنان    |
| ربى الحلبي       |                                      | سوريا    |
| علي الإبراهيم    |                                      | سوريا    |
| رينا بشور        | أم الحارث                            | سوريا    |
| أحمد شعيب        | سلطان                                | السعودية |
| ولاء عزام        | قمر                                  | سوريا    |
| بالاشتراك مع     |                                      |          |
| عهد ديب          | زوجة طبيب النسائية                   | سوريا    |
| جمال نصار        |                                      | سوريا    |
| فاتن شاهين       |                                      | سوريا    |
| نضير لكود        |                                      | سوريا    |
| إيمان عبد العزيز |                                      | سوريا    |
| فؤاد وكيل        |                                      | سوريا    |
| أميرة خطاب       |                                      | سوريا    |
| رنا العظم        | بائعة السمك                          | سوريا    |
| أريج خضور        | مدرسة مدرسة                          | سوريا    |
| سامر الزلم       |                                      | سوريا    |
| أمير برازي       |                                      | سوريا    |
| تمثيل            |                                      |          |
| هيا حاكمي        |                                      | سوريا    |
| نور علي          |                                      | سوريا    |
| يارا الدولاني    |                                      | سوريا    |
| مهران نعمو       | صلاح (دكتور أمراض نساء)              | سوريا    |
| حافظ عبدالغفار   |                                      | سوريا    |
| بولين حداد       |                                      | لبنان    |
| الأطفال          |                                      |          |
| جون نصار         | نواف                                 | لبنان    |
| ريان العنزي      | حمد                                  | السعودية |
| جورج نصار        | ليث                                  | لبنان    |
| موسى سليت        |                                      | سوريا    |

## قنوات العرض
- إم‌ بي‌ سي 1
- أبوظبي دراما
- قناة أبوظبي
- تلفزيون المستقبل
- قناة الانتشار اللبناني (LDC)
- إم بي سي مصر

## شارة البداية والنهاية
- التأليف والتوزيع الموسيقي والموسيقى التصويرية: رضوان نصري
- غناء الشارة: زينه افطيموس

## التهديدات

### تهديد المحامين القطريين
أعلن مجموعة من المحامين القطريين رفع قضية ضد منتجين المسلسل وأكد المحامين القطريين عزمهم على ملاحقة منتجي المسلسل بتهمة تشويهه سمعة دولة قطر من خلال الإيحاء بأن مقاتلي تنظيم داعش هم قطريين، على إثر بعض المشاهد التي كانت في المسلسل التي أظهرت مقاتلي داعش يحملون جوازات سفر قطرية، وكانت قناة الجزيرة القطرية قد تطرقت للحديث عن مشاهد المسلسل، قائلتاَ أن جهاد النكاح فرية لا أكثر، وقال الكاتب والإعلامي السعودي عبد الله بن بجاد العتيبي المشرف على مضمون المسلسل في برنامج مجموعة إنسان أن أكثر الاعتراضات والهجمات التي طالت المسلسل كانت من دولة قطر. وقالت الفنانة التونسية فاطمة ناصر أن الهجوم الذي تعرض له المسلسل كان من عناصر تنتمي إلى جماعة الإخوان وعناصر إعلامية تنتمي إلى قناة الجزيرة القطرية.

### تهديدفاطمة ناصر
بعد مشاركتها في المسلسل تعرضت لتهديد عن طريق اختراق صفحتها على فيس بوك وتلقت تهديدات من اللجان الإلكترونية المنتمية إلى تنظيم داعش الذي اتهمها بمحاربة الإسلام والمسلمين وتم وضع صورة عليها بيان تهديد بالقتل لصناع العمل.

### تهديد مجموعةإم بي سي
تعرضت مجموعة إم‌ بي‌ سي السعودية لتهديدات من قبل تنظيم داعش وقد أكد علي جابر مدير عام القنوات أن التهديدات هي سلسلة من التهديدات التي يتلقونها يومياً وأنه تم تشديد الإجراءات الأمنية حول مباني المجموعة في دبي والقاهرة وبيروت والرياض وجدة بعد وصول رسائل تهديد بتفجير مبنى إم بي سي (توضيح) وبإهدار دم العاملين فيها وفي المسلسل من مخرجين وتقنيين وممثلين.

## الانتقادات التي طالت العمل
شهد المسلسل انتقادات على جميع المستويات الفنية والدينية والشبكات الاجتماعية وتركزة الانتقادات أولاَ في مسمى المسلسل الذي لاقى استنكار كبير على اعتبار أن كلمة غرابيب سود مقتبسة من القرآن من سورة فاطر ، وأنه لايجوز استخدامها في عمل درامي وأنه ربط تنظيم داعش بالإسلام  ولا سيما أخذ اسم المسلسل من القرآن والذي صور المعنى القرآني في صورة مسيء ، كما صنفه موقع السينما.كوم المتخصص في تقييم الأفلام العربية والأجنبية بأنه محاولة لتشويه الإسلام والمتدينين باسم التصدي لداعش وأعطاه تقييم 5.2 من 10 درجات فقط.، كذلك أثار المسلسل غضب الكويتيين بعدما ظهر أعضاء من تنظيم داعش وهم يحملون جوازات سفر كويتية، معتبرين أن القيمين يتهمون الكويت بالإرهاب، إضافة إلى أن سياسيين كويتيين تدخلوا وطالبوا باتخاذ إجراءات ضد المحطة.
كذلك شرع المسلسل في نقض وتشوية الأحكام الشرعية الإسلامية الثابتة في أصول الدين  على وجه الإجماع في توظيفها في مشاهد مثل حد السرقة وحد الزنا وحد القصاص وغيرها من الأحكام على أنها فعل مطلق من تنظيم داعش وعلى أنها إرهاب ودموية وعنف ضد البشر ونسب تنفيذ هذه الأحكام على أنها من الممارسات الوحشية التي يتبعها التنظيم مع من يقطنون داخل حكمه في سوريا والعراق ، مع تجاهل تام للشروط والاحكام الواجب تنفيذها في حالة تنفيذ الحكم الشرعي، واعتمد في هذه المشاهد على السياق الدرامي المنفصل الذي يظهر تطبيق الحكم الشرعي فقط  دون الحديث عن كيفية تطبيق الحكم وتنفيده في الأصول الإسلامية الشرعية الصحيحة وتوضيحها، ولم يظهر المسلسل الأمور الشرعية الواجب تنفيذها في البلاد التي تعيش في حالة حرب واضطراب وأنها تسقط الأحكام عند حدوثها لتتبين الصورة الصحيحة للأحكام الشرعية الإسلامية والتي جاء ذكرها في بعض أحاديث الرسول والصحابة.      
كذلك جاء استنكار كبير على الإستشهاد بحديث الرايات السود الذي رواه نعيم بن حماد في بداية المسلسل وهذا الحديث ذو إسناد ضعيف جداَ كما ذكر أهل العلم والحديث. وكذلك من الاستنكارات التي طالت المسلسل مدى التركيز الواسع على المشاهد والأفكار التي فيها ترويج لفرية جهاد النكاح وطريقة طرحها ، وأن الجنس هو سبب جذب النساء للانضمام للتنظيم ، ومصطلح جهاد النكاح ظهر قبل خمسة أعوام تقريبا من قبل النظام السوري مع بداية الثورة السورية التي روجة لهذا الأمر لتشوية صورة المجاهدين والثوار. وقال الدكتور محمد البراك عن المسلسل  إن جهاد النكاح الذي روج له المسلسل لا شك في تحريمه، ومن أفتى بجوازه فهو كافر، لأنه استحل ما حرم الله، وأضاف أنه لا يوجد فتوى لعالم أو داعية مسلم سني يجيز جهاد النكاح، وقال هو مجرد تهمة اختلقها الشيعة  ولا وجود له في الواقع وأن المسلسل يُحرِّف معلومات إسلامية سُنّية. كذلك أساء المسلسل لشخصية المرأة المسلمة السنية حصرا ، وإظهارها بمظهر المرأة اللاهثة وراء الجنس وملذات الحياة، وأيضاَ ربط صورة الجهاد بالجنس وإظهار المجاهدين في صورة الساعين للنساء والجنس فقط،  فضلا عن تسطيحه قضايا دينية وعقائدية تنتقص من مقام الدين الإسلامي وإمعانه في لصق الإرهاب فيه وتشوية صورة علماء الدين وحلقات تحفيظ القرآن ووصفها على أنهم خلايا إرهابية نائمة.
كذلك اعتمد المسلسل على المبالغة الدرامية في أغلب مشاهدة مثل مشهد بائعة السمك التي تم اجبارها على لبس الكفين وهي تعمل، كذلك مشهد الرجل المسبل الذي تم قتلة لمجرد الإسبال ومثل هذه الأفعال لم تثبت عن التنظيم، مع الإشارة أنه لم يتم عرض المسلسل على علماء دين وخبراء سياسين لمراجعة النصوص وكشف الأخطاء التي وقع فيها والتي قد يكون لها آثار عكسية في تشوه الإسلام  في أعين العالم الغربي الذين قد يتصورون أن هذا أمر حقيقي موجود في الإسلام. كذلك من الانتقادات التي طالت المسلسل الطريقة التي تمت معالجة الأحداث فيها ومنها الصياغة الدرامية والتي تحتاج إلى إعادة صياغة لسد الثغرات التي وقع فيها المسلسل، وحتى لا يصدم المشاهد في القواعد الفقهية أو المسائل الشرعية التي صاغها صناع المسلسل كما يتوافق مع نصوصهم الدرامية، ثم يعتبرها المشاهد من الثوابت الإسلامية والتي قد يدخل منها طعن في أصول الدين الإسلامي بشكل عام من خلال ربط تنظيم داعش وجرائمه بالدين الإسلامي بالإضافة إلى الترويج لمفاهيم عير حقيقية عن الإسلام.

### بعض أراء النقاد
| الرقم | اسم الناقد                                              | النقد | البلد     | المراجع |
| ----- | ------------------------------------------------------- | --- | --------- | ------- |
| 1     | الكاتب والدكتور عبد العزيز التويجري                     | مسلسل غرابيب سود يسيء لهذا الوصف القرآني لنوع من الجبال وإذا عرفنا من أنتجه وأخرجه يزول العجب. | السعودية  | [ 119 ] |
| 2     | المفكر محمد مختار الشنقيطي                              | أصبحت داعش ذريعة لكل عدوِّ متربص، وكل خائن غادر، وكل منافق ذميم، وكل طائفي متعصب، للطعن في الإسلام، ومسلسل غرابيب سود آخر مثال على ذلك، ولو أعلن ممولو غرابيب سود الحلف مع إيران بدل عداوتها لكانوا أكثر نزاهة وصدقا.                                                                                                 | موريتانيا | [ 120 ] |
| 3     | الكاتب خالد العلكمي                                     | غرابيب سود اختزل الإرهاب وتصدير أعضاء التنظيم في حلقات الذكر والدروس الدينية عقول عطيبة وقلوب سوداء موتوا بغيظكم، والمحاولة المثيرة للشفقة، لإلصاق فرية نكاح الجهاد بالإسلام، والتي لا يخفى على عاقل من اختلقها، غرابيب سود يكذبون ويصدقون كذبتهم.                                                                  | السعودية  | [ 121 ] |
| 4     | الكاتب والشاعر خليفة الدليمي                            | إن المادة التي يقدمها هذا المسلسل تخدم بشكل قوي جدا الماكينة الإعلامية الشيعية، ويغذي وجهة نظرها بشكل كبير جدا، خاصة ما يتعلق منها فيما أسموه بجهاد النكاح. | العراق    | [ 122 ] |
| 5     | الكاتب ياسر الزعاترة                                    | إن الهجوم في تويتر على مسلسل غرابيب سود، لا صلة له بالموقف من تنظيم الدولة، بل لأنه قام على كذبة رخيصة نسبتها قناة إيرانية لدعاة مسلمين. | فلسطين    | [ 123 ] |
| 6     | الكاتب داهم القحطاني                                    | مسلسل غرابيب سود يشوه صورة المرأة العربية ويمثل دعاية قبيحة لطرف سياسي، وهناك كثير من الرافضين والكارهين لتنظيم داعش انتقدوا مسلسل غرابيب سود لأنه ركز على انتقاد التطرّف السني من دون الإشارة للتطرف الشيعي. | الكويت    | [ 124 ] |
| 7     | الكاتب والصحفي تركي الشلهوب                             | الذي لا يوقف عرض مسلسل غرابيب سود الإيراني بامتياز على MBC المدعومة والمموّلة حكومياَ، لا تصدّقوا أنّه سيوقف تمدّد طهران على الأرض. | السعودية  | [ 125 ] |
| 8     | الأكاديمي علي محمد عودة                                 | لقد اتضح لكل ذي عينين أن القناة التي تبث هذا المسلسل تعمل لصالح مجوس وتسعى لتحقيق هدفهم الرامي إلى استئصال دين الإسلام. | السعودية  |         |
| 9     | الممثل صالح الحناكي                                     | غرابيب سود إنها الحرب على القرآن أوقفوا هذا الجنون. | السعودية  | [ 126 ] |
| 10    | الخبير الإعلامي عبد الواحد الراضي                       | يسخرون من الإسلام وأهل السنة تحديدا إيران تصنع داعش ثم تصنع مسلسلات تسيئ للإسلام بحجة محاربة داعش إعلاميا وللأسف الإعلام العربي ينفذ تلك الخطة. | المغرب    |         |
| 11    | الكاتب والإعلامي مالك الأحمد                            | غرابيب سود ركز على التطرّف وسط السنة، أما الشيعة فقمة الاعتدال، المحجبة أظهرها متطرفة تميل إلى فكر داعش، مسلسل برسائل خبيثة. | السعودية  | [ 127 ] |
| 12    | الإعلامية إيمان الحمود                                  | بعد ست حلقات من غرابيب سود يؤسفني القول إن المسلسل فاشل درامياً القائمون عليه يصفّون حساباتهم مع حي السويدي في الرياض وليس مع داعش. | السعودية  | [ 128 ] |
| 13    | الأكاديمي كساب العتيبي                                  | بعد مسح سريع لمسلسل غرابيب سود رأيتُ صُنعته الفنيّة هزيلة جداً وفكرته ساذجة وحبكته الدرامية فاشلة. المسلسل أقرب لبيت دعارة منه إلى عمل فني. | السعودية  | [ 129 ] |
| 14    | الداعية سعد التويم                                      | محاولات جادة لتشويه المرأة السنية، وإلصاق تهمة وكذبة جهاد النكاح بها الذي لم يُفتِ به أي عالم سني وإظهار حلقات تحفيظ القرآن والدروس الدينية باعتبارها المصدر الأول للإرهاب في العالم. | السعودية  |         |
| 15    | الكاتبة أروى الوقيان                                    | بعد بث أولى حلقات مسلسل غرابيب سود صدمت بكمية الناس التي دافعت عن داعش نكاية بمذاهب أخرى، هذا النفس العنصري هو سبب الإرهاب. | الكويت    | [ 130 ] |
| 16    | الناشط أدهم أبو سلمية                                   | لم أتابع غرابيب سود، ولست مضطرًا لذلك، لكني على يقين أن مجموعةMBC، لا تقدم للمشاهد إلا ما يسود فكره ويشوه دينه، الفكر لا يواجه إلا بالفكر. | فلسطين    | [ 131 ] |
| 17    | الأكاديمي محمد البراك                                   | لا تستطيع MBC إعلان الحرب على الإسلام صراحة، فتظاهرت بمحاربة داعش، وعدوها اللدود هو الإسلام وتعاليمه، ما عادت حيلها تنطلي على أحد. | الكويت    | [ 132 ] |
| 18    | الكاتبة روضة اليوسف                                     | المصيبة ليس منهم، بل من الذي سمح لهم. هو يحسب على السنة وكذلك وزارة الإعلام التي تصمت على التجاوزات وكذلك هناك من يريد الإساءة لكي يرضى الغرب عنا. | السعودية  |         |
| 19    | سلمان العودة                                            | المسلسل الذي يزعم أنه يكافح داعش بينما في الواقع يتبلى على السّنة. | السعودية  | [ 133 ] |
| 20    | الناشط محمد الضبياني                                    | كلمة الفصل للجمهور العربي، في مقاطعة الشركات الداعمة لمسلسل العار غرابيب سود، وتعزيز الوعي المجتمعي تجاه هذا الإسفاف والإساءة. | اليمن     |         |
| 21    | الإعلامي عمر مدنيه                                      | مسلسل غرابيب سود هو خليط من الطائفية يجتمعون ويشوهون الإسلام. | سوريا     | [ 134 ] |
| 22    | الدكتور والأستاذ بكلية الدعوة الإسلامية سالم عبد الجليل | إن الإنسان الذي يحمل السلاح للجهاد ضد عدو لا أعتقد أن هذا الشخص يهمه مسألة الجنس أو الحياة ككل، أو تشغله مسألة الجنس أصلاً لأنه ينتظر الموت في أي لحظة، ولا أعتقد أن ذلك الشخص يجلس وينتظر دوره في لقاء حميمي يسمى جهاد النكاح، والمسلسل قائم على زعم وجود جهاد نكاح، المسلسل يعالج ظواهر ليست موجودة في الفقه أصلاً. | مصر       |         |
| 23    | الدكتور عبد الفتاح العواري                              | هذه المعالجة الدرامية تعود لنوايا من قاموا بها، بمعنى هل هدفهم تعليم شبابنا وبناتنا حتى لا يقعوا في براثن هذه الجماعات الإجرامية أم أن نيتهم هي لصق هذا بالإسلام وتشويه صورته، وزعم صناع العمل على وجود جهاد النكاح في الإسلام فهو ليس له أي تأصيل علمي وشرعي في فقه أئمة الإسلام.                                  | مصر       |         |
| 24    | الكاتبة سونيا زكري                                      | خلطة الجنس والإسلام والحرب التي تروجها وسائل إعلام عربية وتدور حول جهاد النكاح طُعم مؤكد لوسائل الإعلام الغربية، التي تقع كثيراً ضحية للبروباغاندا الآتية من الشرق الأوسط. | تونس      |         |
| 25    | المغنية والممثلة مايا دياب                              | كفى جهلاً وزرع التطرف في عقولنا. | لبنان     | [ 135 ] |
| 26    | الإعلامية والمذيعة في قناة الجزيرة خديجة بن قنة         | غرابيب سود مسلسل يحارب الإرهاب أم أنه يقدّم خدمةً مجانية للتنظيمات الإرهابية ويُصوّر المسلمات السنيّات بمظهر اللاهثات وراء الجنس. | الجزائر   | [ 136 ] |
| 27    | الأستاذ الجامعي صنهات بدر العتيبي                       | مسلسل يتبنى إيديولوجية إيران وينشر مقولات وفبركات الشيعة ويهاجم أفكار ومفاهيم وعقيدة أهل السنة جهارا نهارا وفي رمضان. | السعودية  | [ 137 ] |
| 28    | عثمان محمد الخميس                                       | مسلسل غرابيب سود افتراء على أهل السنة من قبل الشيعة | الكويت    | [ 138 ] |

## معلومات
1. ↑  قال رسول الله ﷺ في البلاد في حالة الحرب، (لَا تُقْطَعُ الأَيْدِي فِي الغَزْوِ)، (رواه الترمذي، وصحح إسناده: الحافظ الذهبي، وابن حجر).
2. ↑  قال ابن مسعود رضي الله عنه، (ادْرَؤُوا الْقَتْلَ وَالْجَلْدَ عَنِ الْمُسْلِمِينَ مَا اسْتَطَعْتُمْ)، (رواه ابن أبي شيبة).
3. ↑  قال ابن القيم رحمه الله في كتاب إعلام الموقعين، قَالَ السَّعْدِيُّ: (سَأَلْت أَحْمَدَ بْنَ حَنْبَلٍ عَنْ هَذَا الْحَدِيثِ فَقَالَ: الْعذْقُ النَّخْلَةُ، وَعَامُ سَنَةٍ: الْمَجَاعَةُ، فَقُلْت لِأَحْمَدَ: تَقُول بِهِ، فَقَالَ: إي لَعَمْرِي، قُلْت: إنْ سَرَقَ فِي مَجَاعَةٍ لَا تَقْطَعُهُ؟ فَقَالَ: لَا، إذَا حَمَلَتْهُ الْحَاجَةُ عَلَى ذَلِكَ وَالنَّاسُ فِي مَجَاعَةٍ وَشِدَّةٍ).
4. ↑  قال ابن القيم رحمه الله في كتاب إعلام الموقعين، (وهذا مَحْض القياس ومُقتَضى قواعِد الشَّرْع فإن السَّنَة إذا كانت سَنَة مَجاعَة وشِدَّة غَلَب على الناس الحاجَة والضرورة وهذه شُبهَة قَويَّة تَدرَأ القَطع عن المُحتاج).
5. ↑  جاء عن عُمر بن الخطاب رَضِي الله عنه أنه أَسقَط الحكم عن السارِق في عام المَجاعَة وقال، (لَا يُقْطَعُ فِي عذْقٍ، وَلَا فِي عَامِ سَنَةٍ).
6. ↑  في مصنف عبد الرزاق الصنعاني عَنِ إِبْرَاهِيمَ النخعي قَالَ، كَانَ يُقَالُ، (ادْرَءُوا الْحُدُودَ عَنِ الْمُسْلِمِينَ مَا اسْتَطَعْتُمْ, فَإِذَا وَجَدْتُمْ لِلْمُسْلِمِ مَخْرَجًا, فَادْرَءُوا عَنْهُ , فَإِنَّهُ أَنْ يُخْطِئَ حَاكِمٌ مِنْ حُكَّامِ الْمُسْلِمِينَ فِي الْعَفْوِ، خَيْرٌ مِنْ أَنْ يُخْطِئَ فِي الْعُقُوبَةِ).

## وصلات خارجية
- غرابيب سود - شاهد نت
- غرابيب سود (ألوان الدم الخمسة) - شاهد نت